# Tombeau de Lazare
Le Tombeau de Lazare est un lieu traditionnel de pèlerinage situé sur la rive Ouest de la ville d'al-Eizariya, traditionnellement identifié comme le  village biblique de Béthanie, sur le versant sud-est du mont des Oliviers, à 2,4 km à l'est de Jérusalem. Le tombeau est le lieu d'un miracle répertorié dans l'Évangile de Jean où Jésus ressuscite Lazare d'entre les morts.

## Histoire
Le site sacré à la fois pour les Chrétiens et les Musulmans, a été identifié comme le tombeau de l'évangile  depuis au moins le IVe siècle. Comme l'Encyclopédie Catholique de 1913 le stipule, alors qu'il est "tout à fait certain que l'actuel village s'est formé sur le tombeau de Lazare, qui est dans une grotte du village", l'identification de cette grotte avec le tombeau de Lazare est "simplement possible; il n'a pas d'autorité intrinsèque ou extrinsèque". Les archéologues ont établi que la zone a été utilisée comme un cimetière au premier siècle de notre ère".
Plusieurs églises chrétiennes ont existé sur le site au cours des siècles. Depuis le XVIe siècle, le site de la tombe a été occupé par la mosquée Al-Uzaire. L'église catholique de Saint-Lazare, construite entre 1952 et 1955 sous l'égide de l'Ordre des Franciscains, se tient sur le site de plusieurs autres églises plus anciennes. En 1965, une église grecque-orthodoxe a été construite juste à l'ouest de la tombe.

## Le tombeau

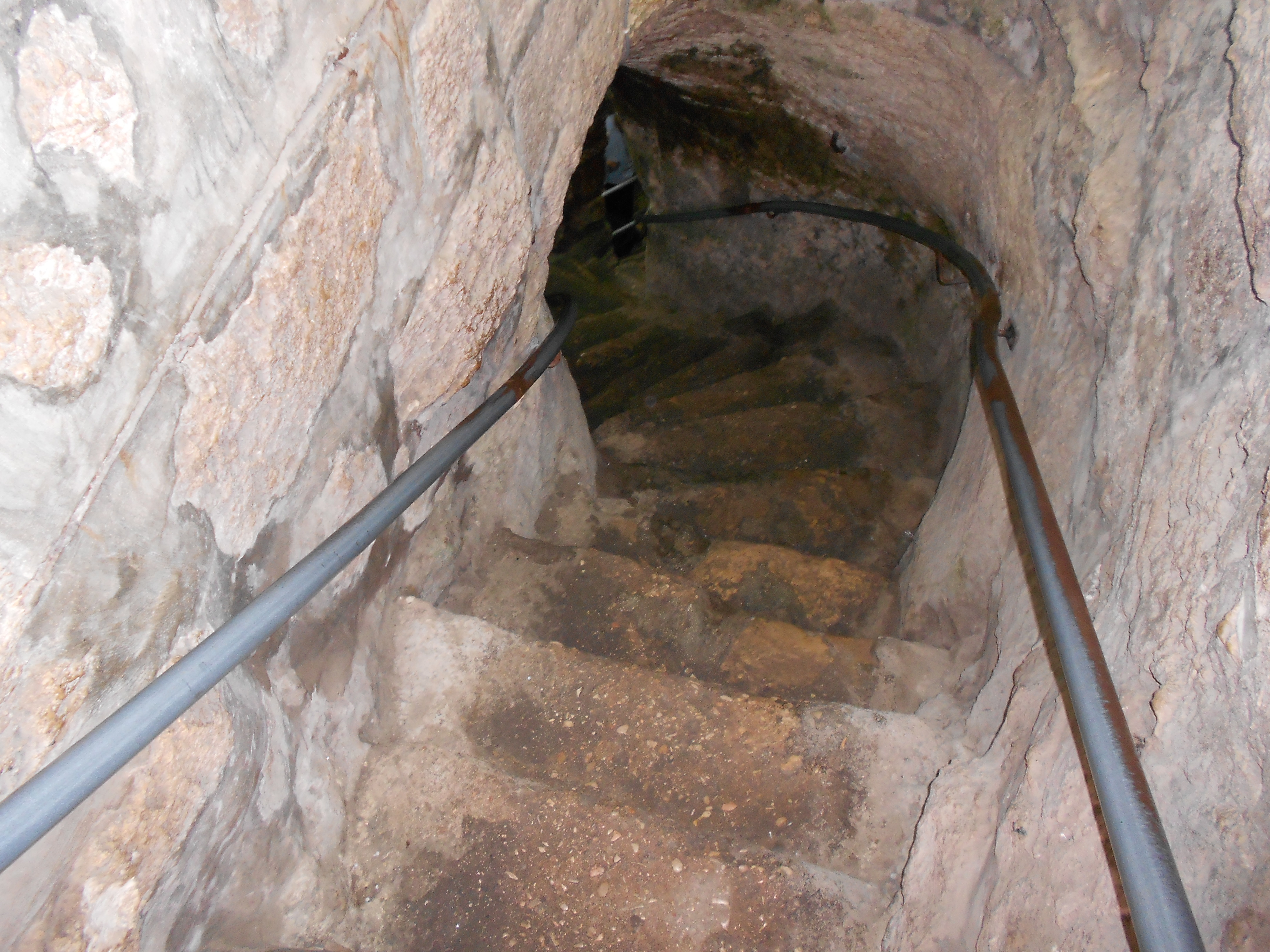
Les marches du tombeau

L'entrée du tombeau d'aujourd'hui se fait aujourd'hui par une rue de Béthanie. Tel qu'il a été décrit en 1896, un tunnel de 24 marches conduit à une chambre servant de lieu de prière, à partir de laquelle on accède à une chambre basse, censée être le tombeau de Lazare. La même description s'applique aujourd'hui,.
Les marches mènent vers l'antichambre (3,35 m de long et 2,20 m de large) à travers le mur nord ; le contour de l'ancienne entrée par la mosquée peut encore être vu sur le mur est. Le plancher de l'antichambre est de deux pas au-dessus du niveau du sol de la mosquée. Les Croisés ont renforcé la tombe elle-même, avec de la maçonnerie, qui cache une grande partie de la surface rocheuse (à l'exception de quelques trous). L'alignement de la tombe et de l'antichambre suggère qu'elles sont antérieures aux églises byzantines et peuvent très bien être  contemporaines de l'époque de Jésus.
Trois marches relient l'antichambre à l'intérieur de la chambre funéraire (qui mesure un peu plus de deux mètres carrés). Elle contient trois niches funéraires (arcosolia), cachées par la maçonnerie croisée. Une tradition place le tombeau de Lazare à la droite de l'entrée, qui était autrefois fermé par une pierre horizontale. La Tradition dit aussi que Jésus était debout dans cette antichambre, quand il appela Lazare du tombeau.

## Galerie

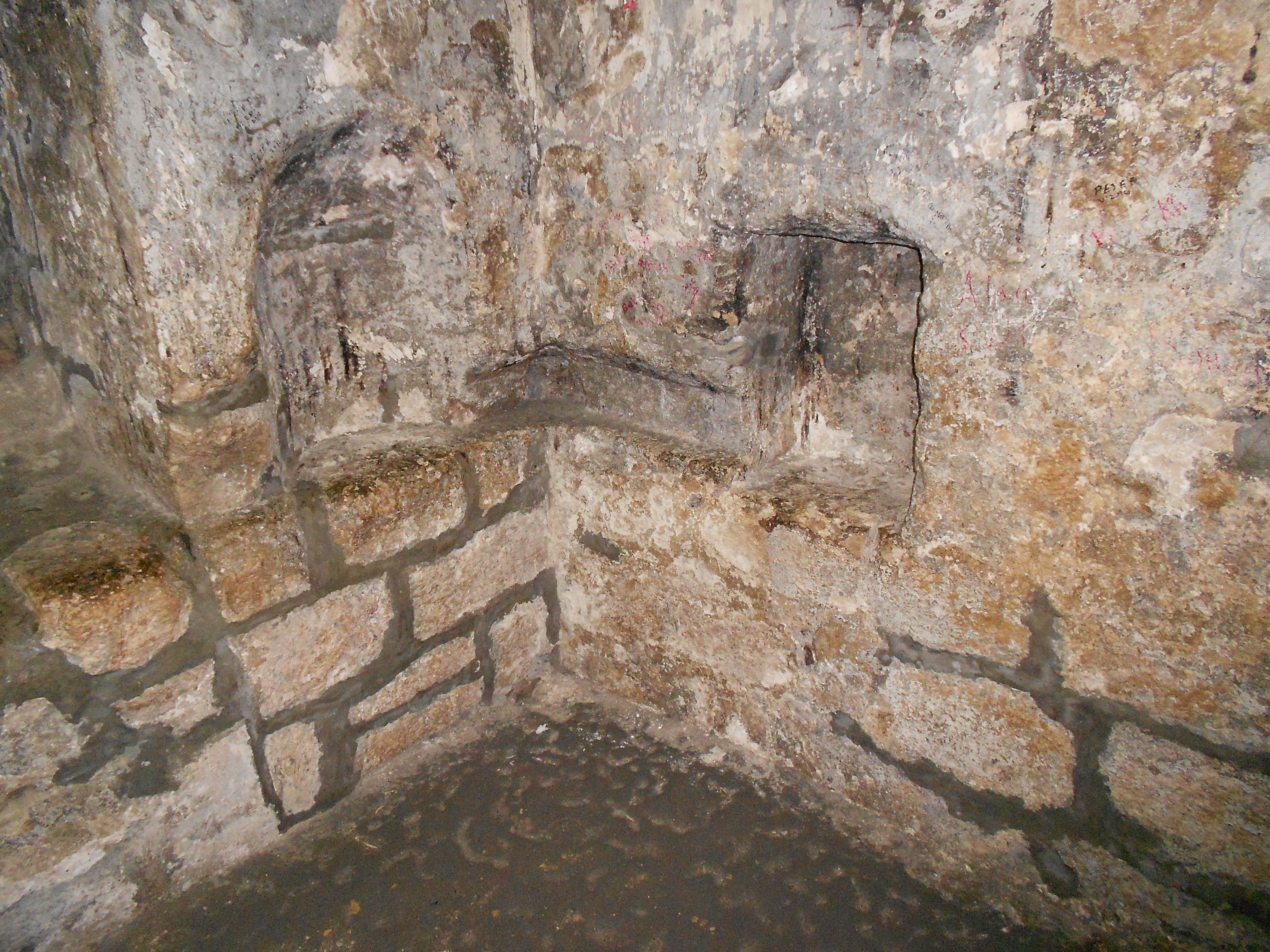
L'intérieur du tombeau
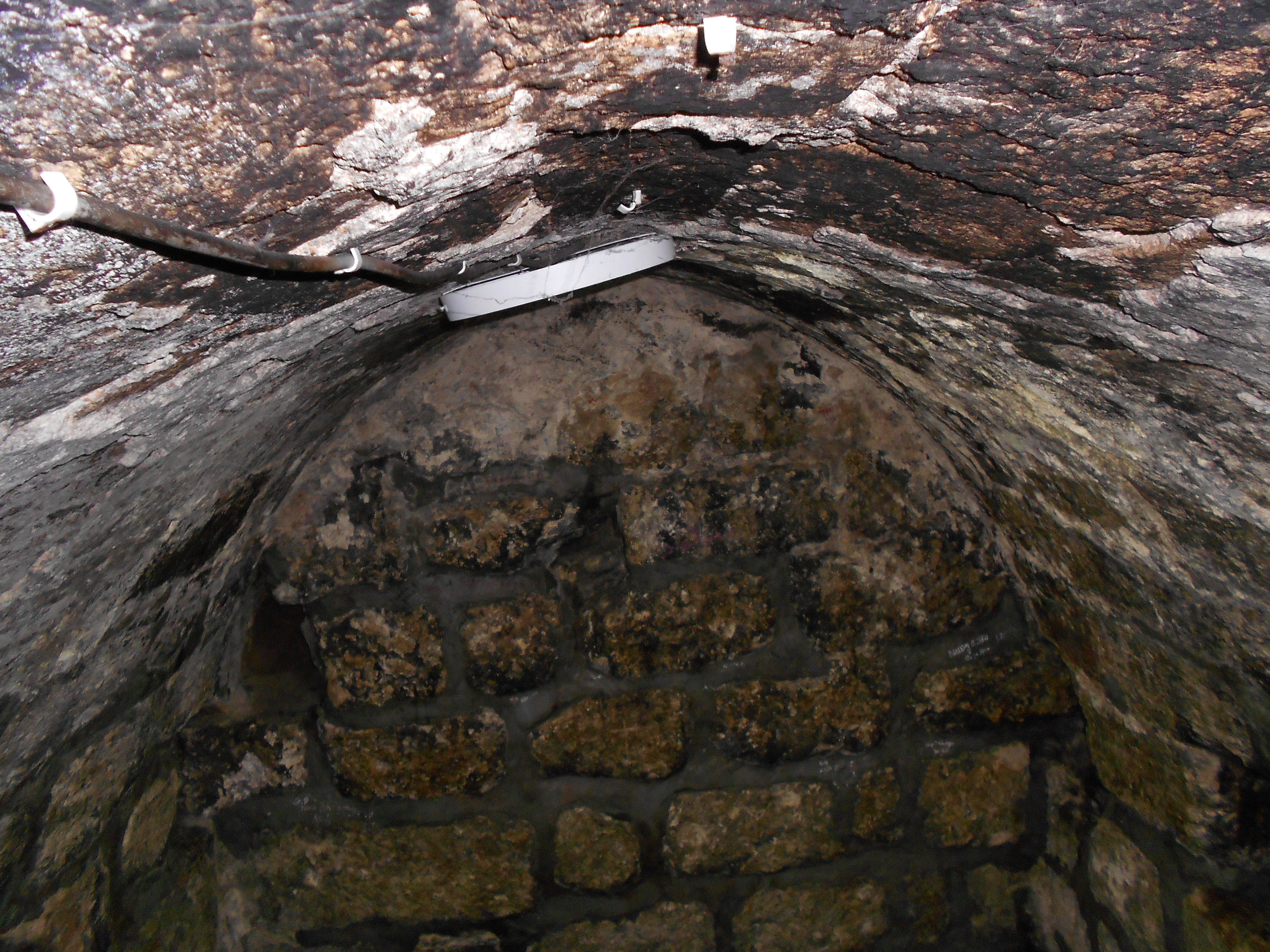
L'intérieur du tombeau
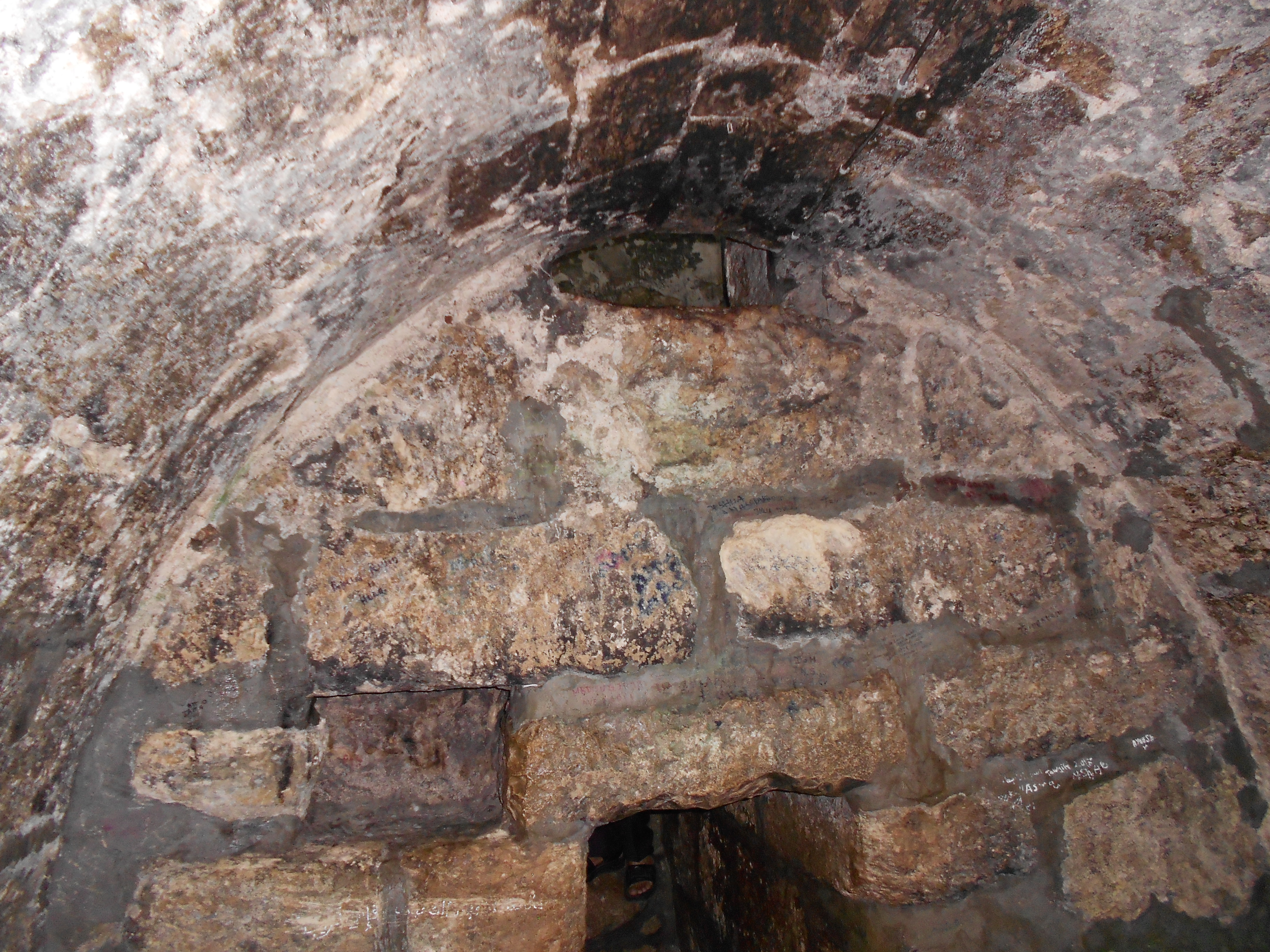
L'intérieur du tombeau

## Sources
- (en) Cet article est partiellement ou en totalité issu de l’article de Wikipédia en anglais intitulé « Tomb of Lazarus » (voir la liste des auteurs).